# 송영훈의 가정음악
송영훈의 가정음악은 매주 토요일과 일요일 오전 9시부터 11시까지 KBS 클래식FM(KBS 1FM·전국, 수도권 기준 93.1MHz)에서 방송된 KBS 라디오 클래식 프로그램이다. 
서울시립교향악단의 첼리스트인 송영훈은 2015년 1월 개편을 맞아 신설된 본 프로그램의 DJ를 맡으면서 “클래식은 각박하고 정신없이 빨리 돌아가는 세상을 한 걸음 뒤에서 볼 수 있는 시간을 만들어 준다. 그러나 클래식 음악은 정말 많이 들어야 그것이 얼마나 좋은지 알 수 있다. 청취자와 관객들에게 명곡의 감동을 전하는 전령사가 되고 싶다.”라고 밝혔다. 본 프로그램은 2018년 5월 28일에 개편을 맞으면서 잠시 폐지된 적도 있었으나, 2019년 10월 5일에 가을 개편을 통해서 부활하였으며 2024년 3월 3일에 다시 폐지되었다.

## 개요
2015년 1월 1일부터 KBS 라디오를 개편하면서 고전 음악 전문 채널인 KBS 클래식FM(수도권 FM 93.1MHz)에서 본 프로그램이 신설되었다.

## 기획의도
음악은 자주 바다처럼 나를 이끄나니!
내 창백한 별을 향해
안개의 지붕 아래 또는 아득한 에테르 속
나는 돛을 올린다.
- C.P.보들레르의 <음악>

아름다운 음악이 흐르는 짧은 그 순간, 세상의 벽은 허물어지고 우리의 마음속엔 더 위대하고 조화로운 세계가 펼쳐진다. 토요일과 일요일 첼리스트 송영훈이 첼로처럼 여유있고 편안한 주말 아침을 열기 위해서 기획되었다.

## 프로그램 코너
- 시그널 : Claude Bolling / 플루트와 재즈 피아노를 위한 모음곡 중 〈Irlandaise〉

(Fl. Jean Pierre Rampal & Pf. Claude Bolling)
- 송영훈의 낭만 음악 산책(토,일 1부) : Farrenc / Trio for flute cello and piano in Eminor Op.45 – 2. Andante

Emily Beynon (fl) Daniel Esser (vc) Sepp Grotenhuis (pf)
- 아침의 시선(토 2부) : Mendelssohn / 무언가 op.53 no.4

(pf. Murray Perahia)
- 굿모닝 클래식!(일 2부) : Haydn / String Quartet in D Major op.64 no.5 <The Lark> 중

3. Menuet. Allegretto
(Auryn Quartet)

## 제작진
- 연출: 김지연
- 작가: 정주은
- 진행: 송영훈